# Martti Marttelin
Martti Marttelin (Finlandia, 18 de junio de 1897-1 de marzo de 1940) fue un atleta finlandés, especialista en la prueba de maratón en la que llegó a ser medallista de bronce olímpico en 1928.

## Carrera deportiva
En los JJ. OO. de Ámsterdam 1928 ganó la medalla de bronce en la maratón, recorriendo los 42,195 km en un tiempo de 2:35:02 segundos, llegando a meta tras el francés Ahmed Boughera El Ouafi y el chileno Manuel Plaza (plata con 2:33:23 segundos).